# Junior Walker
Junior Walker, geboren als Autrey DeWalt Mixon (Blytheville (Arkansas), 14 juni 1931 - Battle Creek, 23 november 1995), was een Amerikaanse tenorsaxofonist die in de jaren 1960 opnam voor Motown. Hij trad ook op als sessie- en live-optredende saxofonist met de band Foreigner in de jaren 1980.

## Carrière
Walker groeide op in South Bend. Hij begon saxofoon te spelen toen hij op de middelbare school zat en zijn saxofoonstijl was het anker voor het geluid van de bands waarin hij later speelde.
Zijn carrière begon toen hij halverwege de jaren 1950 zijn eigen band formeerde als The Jumping Jacks. Zijn oude vriend en drummer Billy Nicks (1935-2017) formeerde zijn eigen band The Rhythm Rockers. Af en toe zat Nicks bij Jumping Jacks shows en Walker bij de Rhythm Rockers-shows.
Nicks kreeg een vast optreden bij een lokaal tv-station in South Bend en vroeg Walker om zich permanent bij hem en toetsenist Fred Patton te voegen. Nicks vroeg Willie Woods (1936-1997), een lokale zanger, om met de band op te treden. Woods zou gitaar leren spelen. Toen Nicks werd opgeroepen voor het Amerikaanse leger, overtuigde Walker de band om van South Bend naar Battle Creek te verhuizen. Tijdens het optreden in Benton Harbor vond Walker de drummer Tony Washington om Nicks te vervangen. Uiteindelijk verliet Fred Patton de band en Victor Thomas stapte in. De oorspronkelijke naam The Rhythm Rockers werd veranderd in The All Stars. Walkers stijl was geïnspireerd op jumpblues en vroege r&b, met name spelers als Louis Jordan, Earl Bostic en Illinois Jacquet.
De band werd opgemerkt door Johnny Bristol en in 1961 introduceerde hij hen bij Harvey Fuqua, die zijn eigen platenlabels had. Toen de band eenmaal begon met opnemen bij het Harvey-label, werd hun naam veranderd in Junior Walker All Stars. De naam werd opnieuw gewijzigd toen de labels van Fuqua werden overgenomen door Berry Gordy van Motown. Junior Walker & the All Stars werd lid van de Motown-familie en nam in 1964 op voor hun soul-imprint.
De leden van de band wisselden na de overname van het Harvey-label. Tony Washington, de drummer, verliet de band en James Graves trad toe. Hun eerste en kenmerkende hit was Shotgun, geschreven en gecomponeerd door Walker en geproduceerd door Berry Gordy, met James Jamerson van The Funk Brothers op bas en Benny Benjamin op drums. Shotgun bereikte nummer 4 in de Billboard Hot 100 en nummer 1 in de r&b-hitlijst in 1965 en werd gevolgd door vele andere hits, zoals (I'm a) Road Runner, Shake and Fingerpop en remakes van de twee Motown-nummers Come See About Me en How Sweet It Is (To Be Loved by You), die eerder hits waren voor respectievelijk The Supremes en Marvin Gaye. In 1966 vertrok Graves en werd vervangen door Billy 'Stix' Nicks, en Walkers hits gingen snel verder met deuntjes als I'm a Road Runner en Pucker Up Buttercup.
In 1969 had de band nog de hit What Does It Take (To Win Your Love) in de top 5. Een Motown-kwaliteitscontrolevergadering verwierp dit nummer voor singlepublicatie, maar radiostation-dj's maakten het nummer populair, wat ertoe leidde dat Motown het als single uitbracht, waarna het nummer 4 in de Hot 100 en nummer 1 in de r&b-hitlijst bereikte. Vanaf die tijd zong Walker meer op de platen dan eerder in hun carrière. Hij scoorde de komende jaren nog een aantal r&b Top 10-hits, waarvan de laatste in 1972. Hij toerde in 1970 door het Verenigd Koninkrijk met drummer Jerome Teasley (Wilson Pickett), gitarist Phil Wright (broer van Betty 'Clean Up Woman' Wright), toetsenist Sonny Holley (The Temptations) en de jeugdige bassist Norm Bellis (Apple) uit Liverpool. De band speelde op twee locaties op elk van de 14 avonden. De finale was in The Valbonne in het Londense West End. Ze werden op het podium vergezeld door The Four Tops voor een geïmproviseerd optreden. In 1979 ging Walker solo, ontbond de All Stars en kreeg een contract bij Whitfield Records van Norman Whitfield, maar hij was niet zo succesvol in zijn eentje als hij was geweest bij de All Stars in zijn Motown-periode.
Walker formeerde de All Stars opnieuw in de jaren 1980. Op 11 april 1981 was Walker de muzikale gast in de seizoensfinale van Saturday Night Live. Foreigners album 4 uit 1981 kenmerkte Walkers saxofoonsolo op Urgent. Later nam hij zijn eigen versie van het nummer op voor het album Blow the House Down van de All Stars uit 1983. Walkers versie was ook te horen in de Madonna-film Desperately Seeking Susan uit 1985. In 1983 werd Walker opnieuw gecontracteerd door Motown. In hetzelfde jaar verscheen hij als onderdeel van de Motown 25 televisiespecial, die werd uitgezonden op 16 mei 1983.
In 1988 speelde Walker tegenover Sam Moore als de helft van het fictieve soulduo The Swanky Modes in de komedie Tapeheads. Verschillende nummers werden opgenomen voor de soundtrack, waaronder Bet Your Bottom Dollar en Ordinary Man, geproduceerd door ex-Blondie-lid Nigel Harrison.

## Overlijden
Walker overleed aan de gevolgen van kanker op 64-jarige leeftijd in Battle Creek op 23 november 1995. Hij is begraven op Oak Hill Cemetery in Battle Creek onder een markering met zowel zijn geboortenaam Autry DeWalt Mixon Jr. als zijn artiestennaam.
- Bibliothèque nationale de France: cb13900966j (data)
- Gemeinsame Normdatei: 134549783
- International Standard Name Identifier: 0000 0001 1856 4259
- Library of Congress Control Number: n94010414
- MusicBrainz: cb66be4f-f989-45b0-a9bd-23bb854275fa
- Virtual International Authority File: 88076290
- WorldCat: E39PBJhCyYkMwp3hMWTMkY6R8C